# Pandemis heparana
Pandemis heparana hay còn gọi là bướm đêm cây ăn quả hoặc bướm đêm táo nâu, là một loài bướm đêm thuộc họ Tortricidae. 

## Phân bổ
Loài này có thể được tìm thấy ở khắp châu Âu, phía đông Cổ Bắc giới, Cận Đông và Bắc Mỹ.

## Mô tả
Pandemis heparana có sải cánh dài 16–24 mm. Ở những loài bướm đêm này, màu cơ bản của cánh trước dao động từ nâu vàng đến nâu đỏ, với hoa văn dạng lưới, màng nền màu nâu sẫm, các dải ngang màu nâu sẫm, hai đốm hình tam giác và viền màu nâu ở rìa. Các cánh sau có màu nâu xám với các viền màu trắng vàng. Ấu trùng có thể dài tới 22 mm và có màu xanh nhạt.
Loài này khá giống với Pandemis cerasana.

## Sinh học
Những loài bướm đêm này đẻ trứng hoặc sinh đẻ hai lần một năm. Bướm đêm bay từ cuối tháng 5 đến giữa tháng 9 ở Tây Âu. Ấu trùng của nó được coi là loài gây hại cho cây cối và cây bụi. Chúng sống trong một chiếc lá cuốn lại và là loài đa thực, ăn nhiều loại cây rụng lá và cây bụi bao gồm sồi, liễu, bạch dương, vót châu Âu, thanh lương trà, táo và lê. Quá trình nhộng cũng diễn ra bên trong những chiếc lá cuộn lại. 

## Hình ảnh

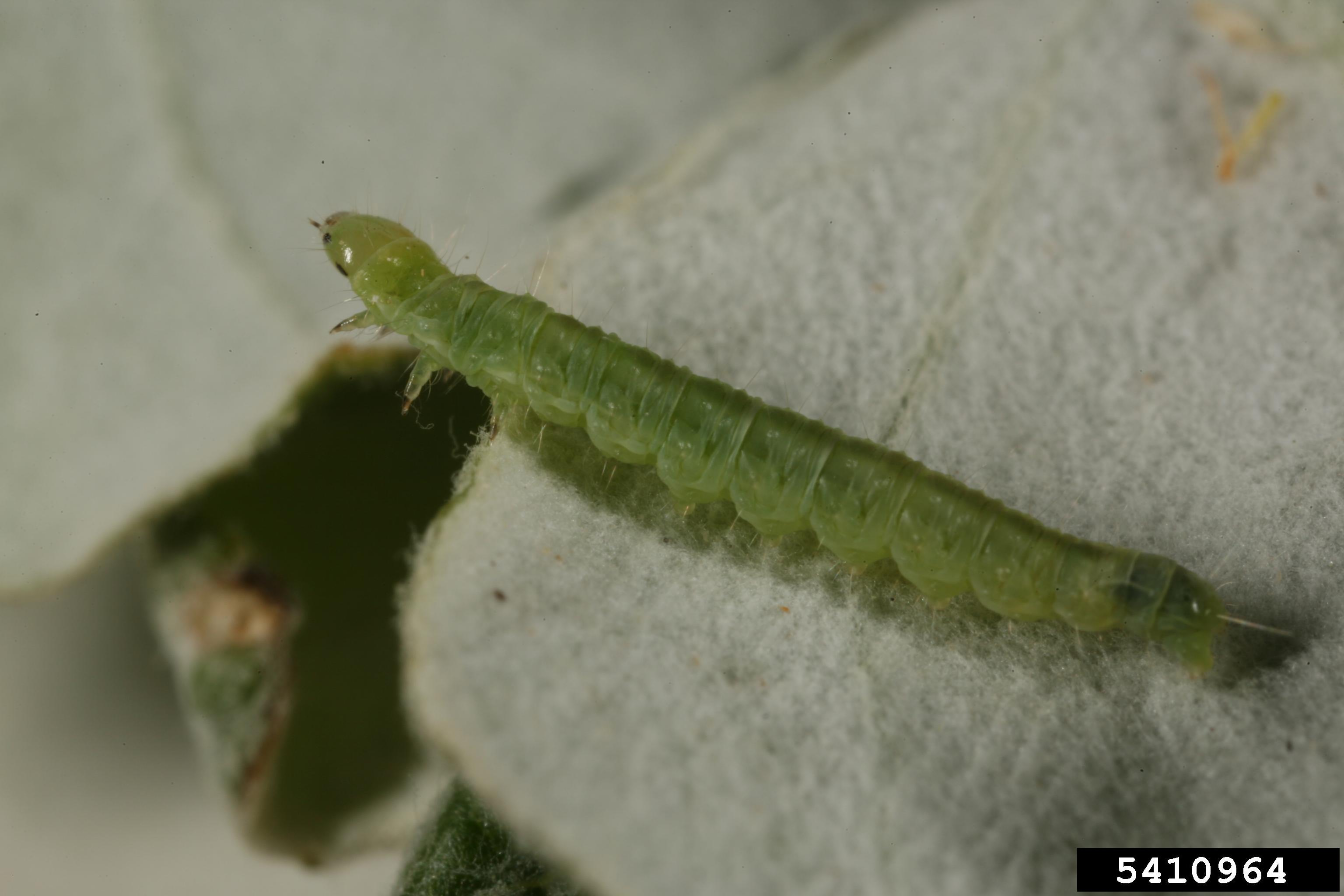
Ấu trùng
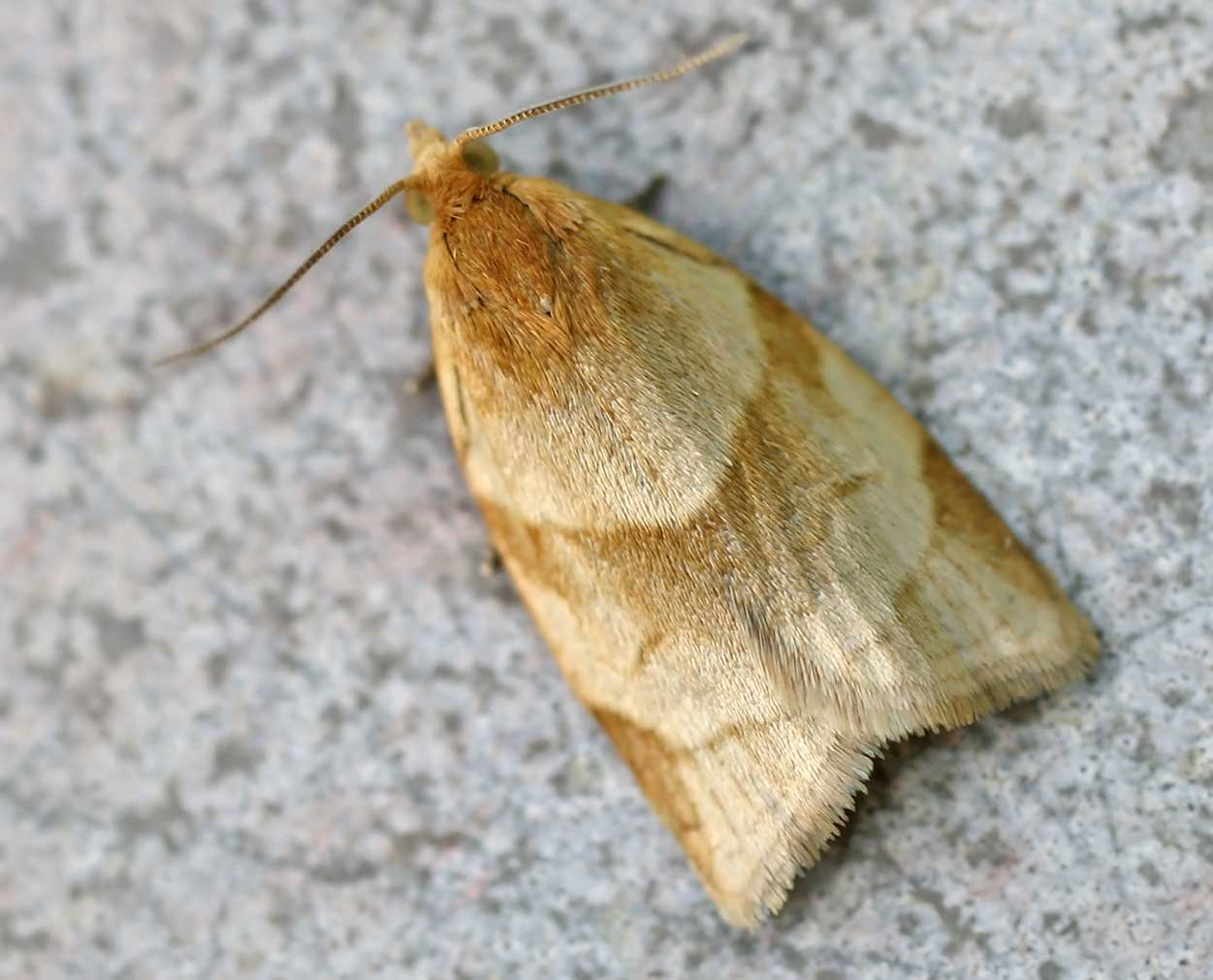
Sâu bướm
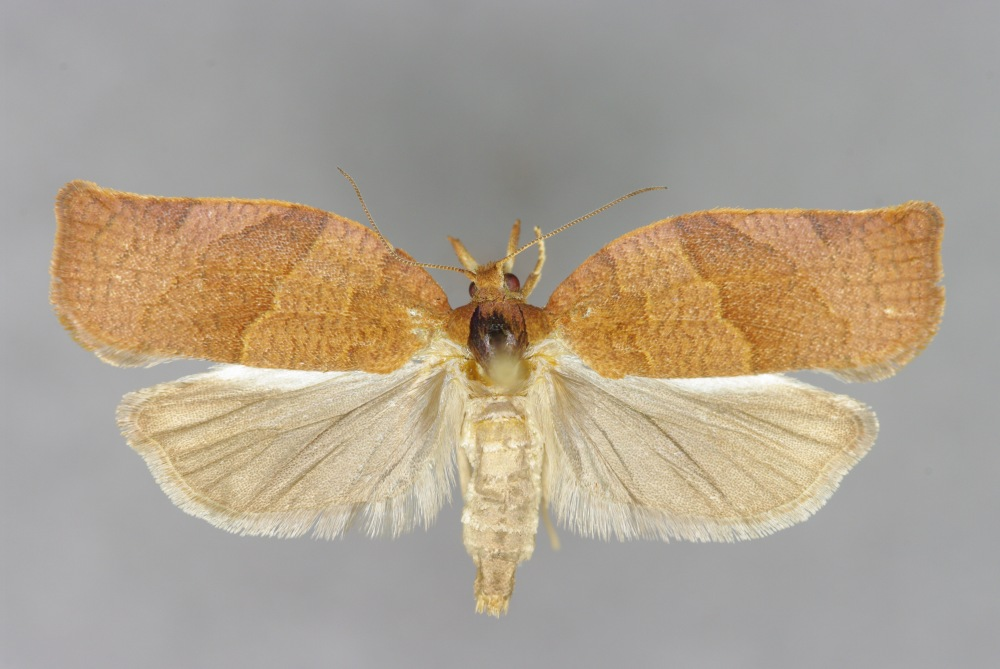
Mẫu vật được gắn
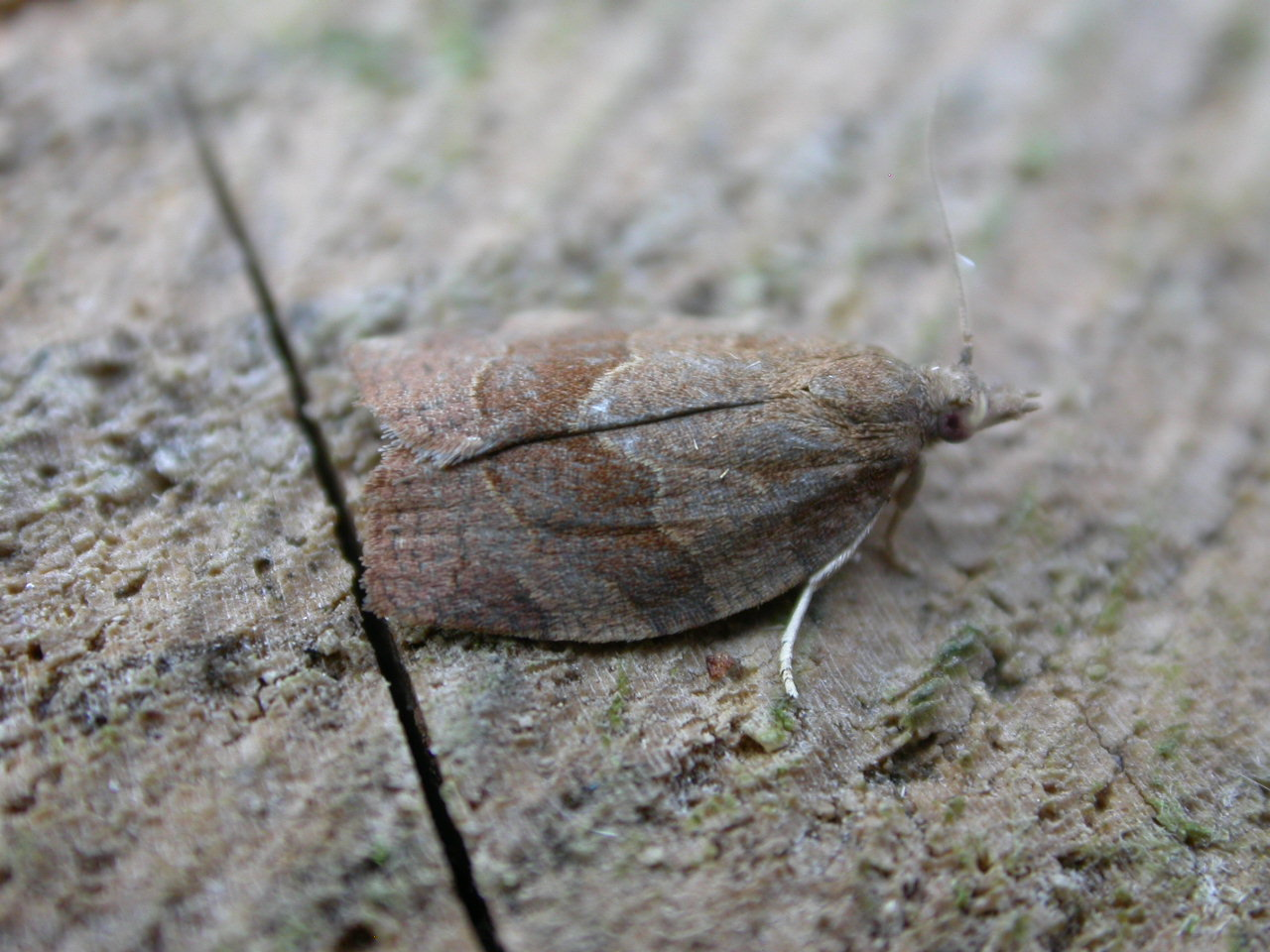
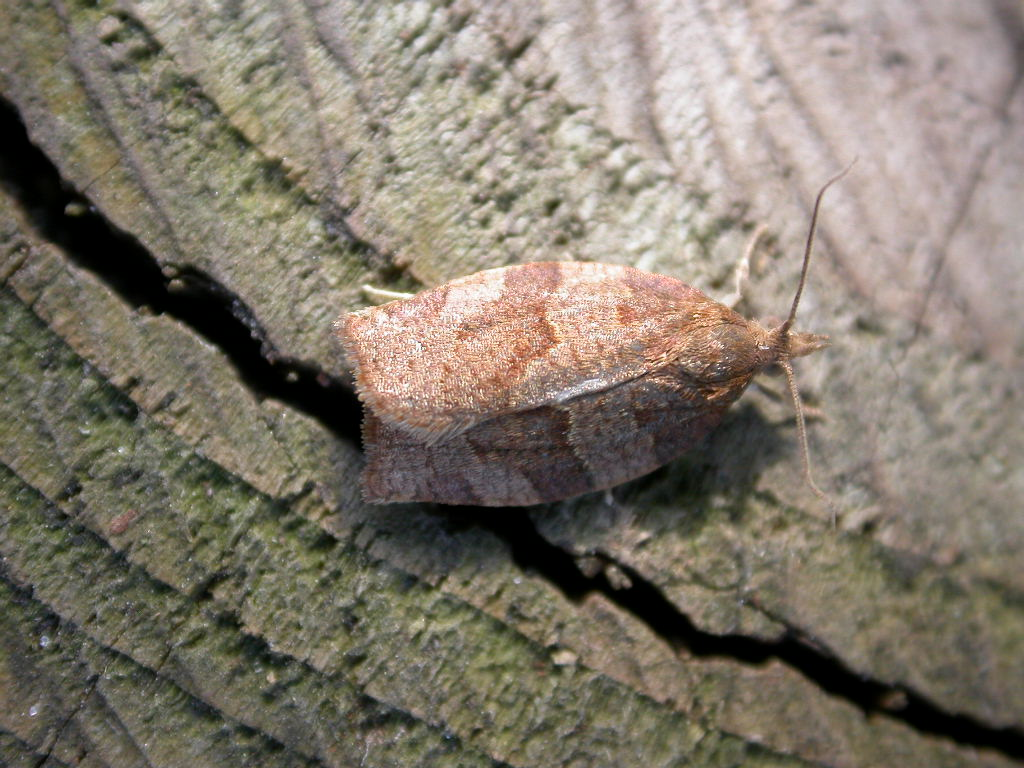
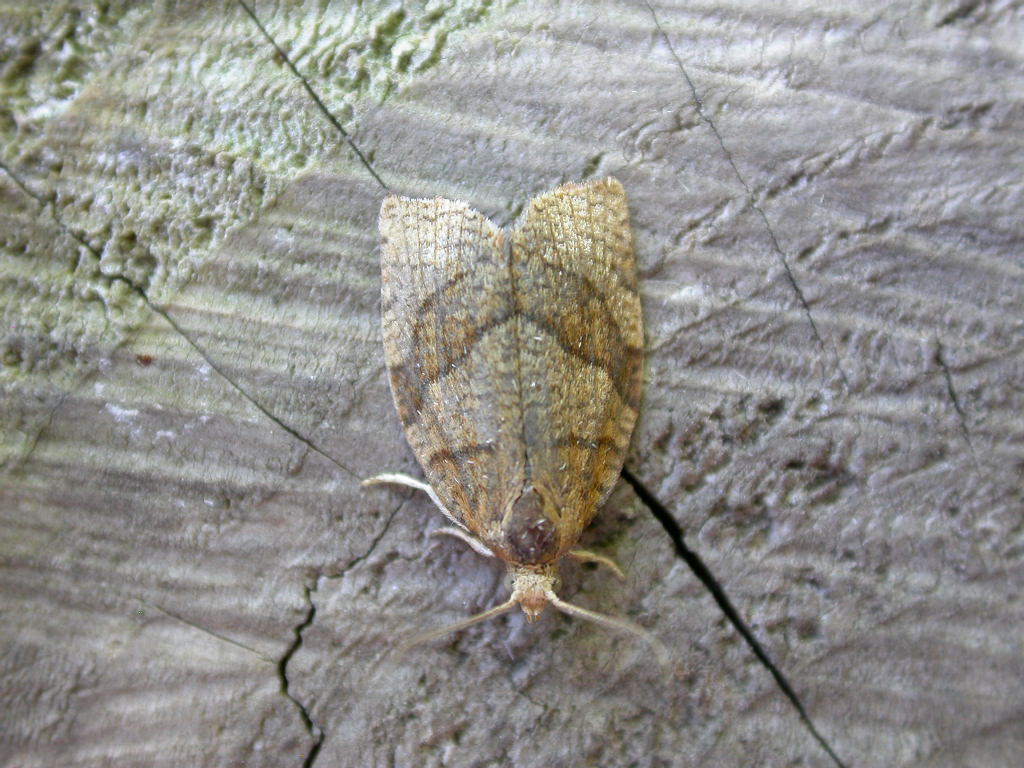
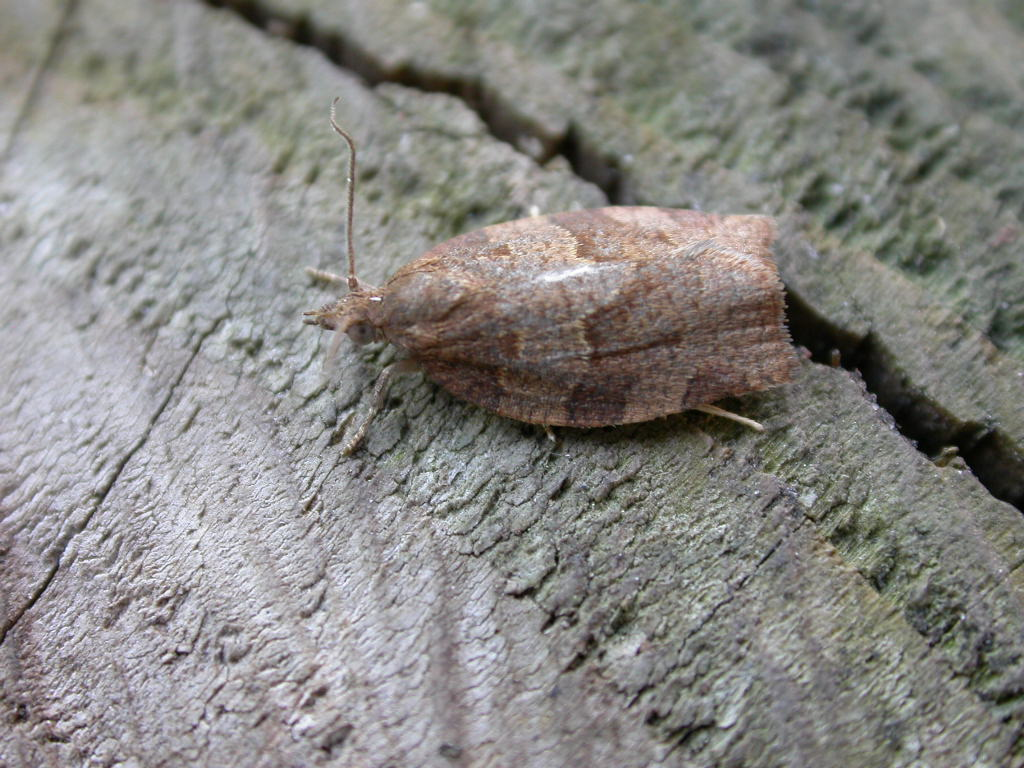